# Mont Rigi
Mont Rigi ist eine zur Gemeinde Weismes in Belgien gehörende Erhebung (680 m O.P.) im Hohen Venn, direkt am Abzweig der N 676 von der N 68.

## Lage
Auf Mont Rigi gibt es neben einem gleichnamigen Hotel mit Brasserie ein Forstamt (DNF Division Nature et Forêts) und eine naturwissenschaftliche Forschungs- und Beobachtungsstation der Universität Lüttich, die neben dem Hotel Mont-Rigi direkt an der Straße Eupen–Malmedy auf halber Höhe zwischen Baraque Michel und dem „Signal de Botrange“, dem höchsten Punkt Belgiens, liegt.

## Geschichte
Einige Jahre nachdem 1856 zur Zeit der Preußen und der Rheinprovinz die Landstraße Eupen–Malmedy fertiggestellt worden war, wurde mitten im damals noch gänzlich unbewaldeten Venn an der Straßengabelung nach Robertville eine Herberge und Pension errichtet. So hatten Menschen und Pferde eine Rastmöglichkeit auf der beschwerlichen Strecke.
Der Sohn des Gründers begann Ende des 19. Jahrhunderts, Wetterdaten wie Temperatur, Niederschlag, Barometerstand und Windrichtung aufzuzeichnen. Anhand seiner Angaben und derer von Wetterstationen in Kleve, Arnsberg und Münster wurden Wetterberichte erstellt, die in allen Postämtern und in staatlichen Gebäuden des Rheinlandes ausgehängt wurden. Der Inhaber von Mont-Rigi war es, der bereits vor dem Zweiten Weltkrieg den Skisport im Hohen Venn einführte.
Die Namensgebung geht auf den damals hierfür zuständigen Bürgermeister von Weismes zurück, der in seiner Gemeinde einige Orte nach illustren Namen benannte. Der namensgebende Rigi ist ein bekannter Berg am Vierwaldstättersee.
Seit Ende 2017 war das Restaurant geschlossen. Nach einer Sanierung erfolgte im Mai 2022 die Wiedereröffnung als Brasserie und Hotel. Das Gebäude gehört der Immobiliengesellschaft French Properties Management, die im Besitz der Herrscherfamilie von Katar ist.
Auf der Ostseite der Anhöhe (680 m) befindet sich die inaktive Außenfeuerstellung des Truppenübungsplatz Elsenborn.

## Tourismus
Mont Rigi ist ein touristischer Knotenpunkt und Startpunkt für Wanderungen im Hohen Venn. Hier beginnen zahlreiche Rundwege auf dem Holzstegsystem beiderseits der Hauptstraße, wie beispielsweise der Lehrpfad durch das Polleur-Venn, der „Sentier de la Polleur“. Der gleichnamige Bach entspringt auf den Anhöhen vom Mont Rigi, der nach dem Zusammenfluss mit der Roisseau de la Baraque als Hoëgne weiterfließt. Im Winter beherbergt Mont Rigi eine Skiausleihstation.

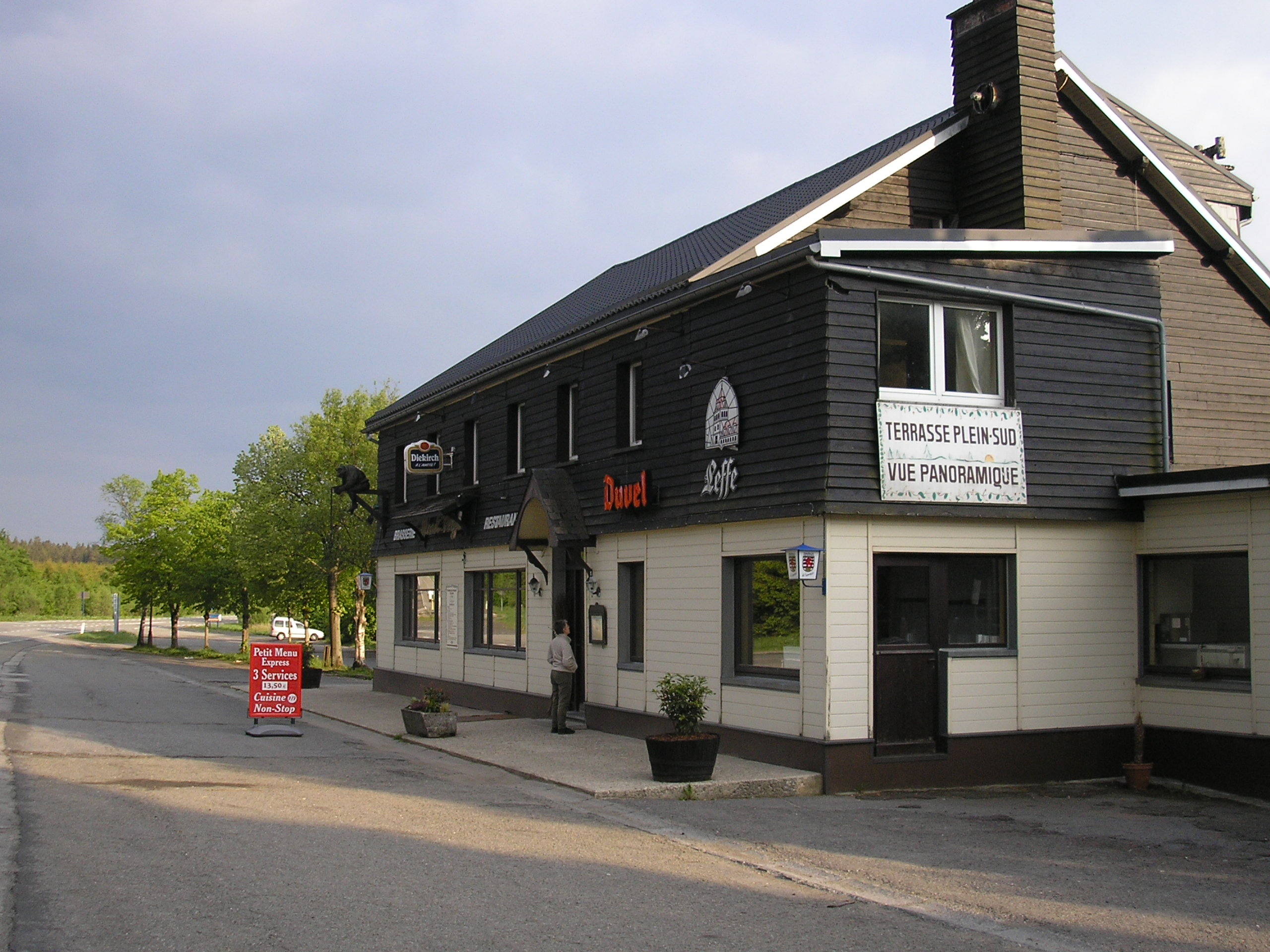
Gasthaus Mont-Rigi vor der Sanierung (Aufnahme 2008)
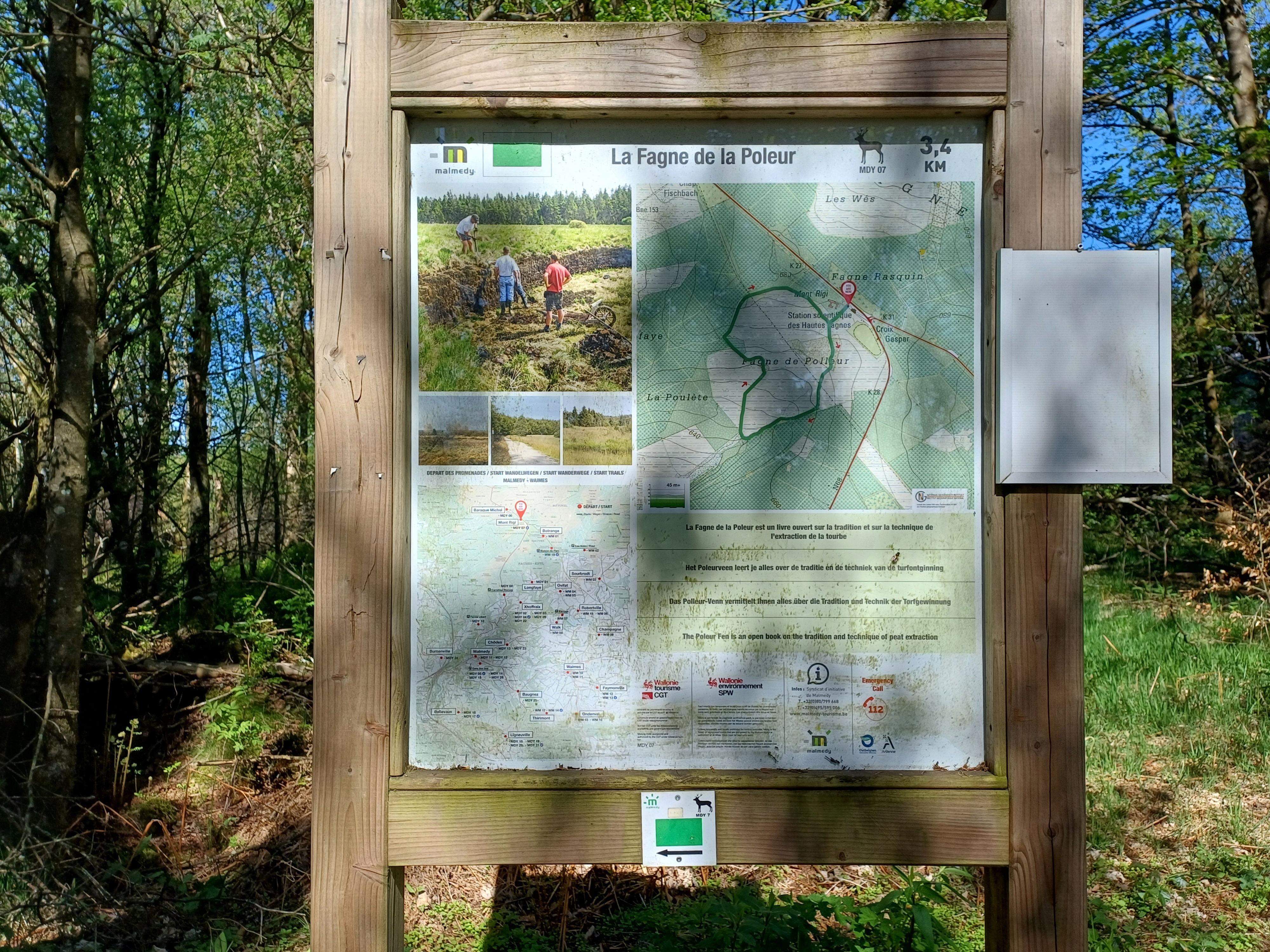
Infotafel Polleurvenn
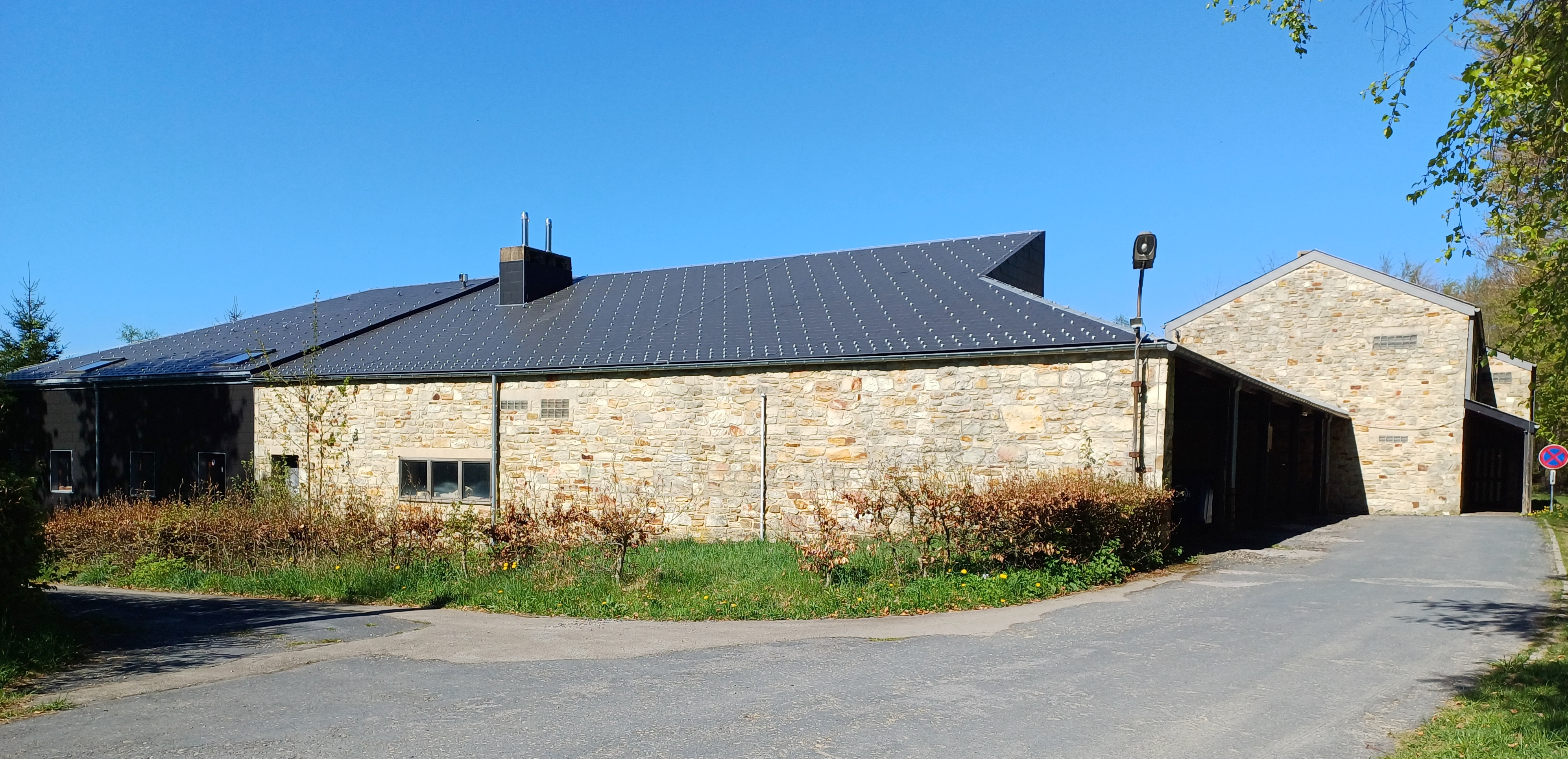
Forschungsstation Universität Lüttich
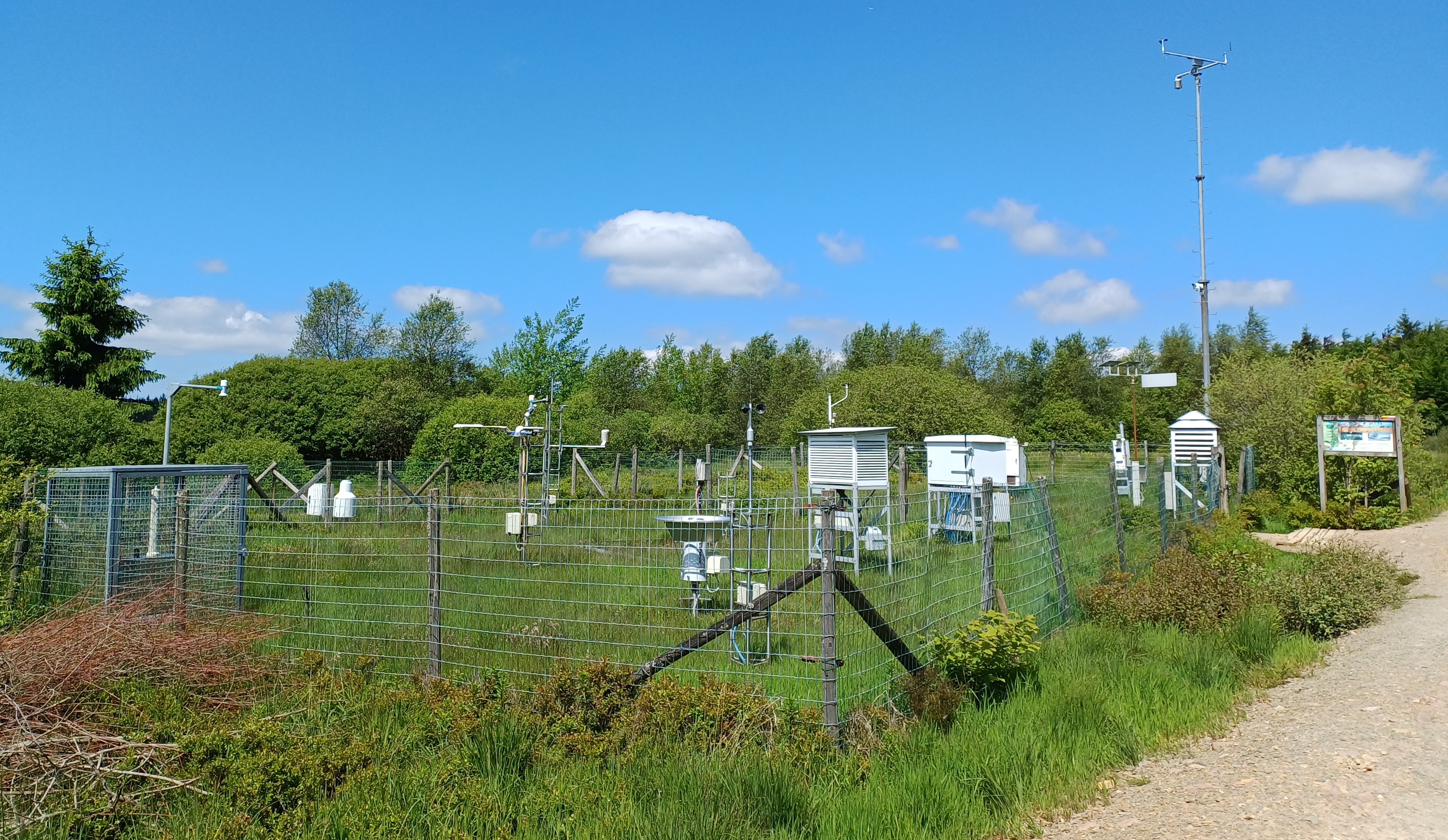
Wetterstation Mont Rigi
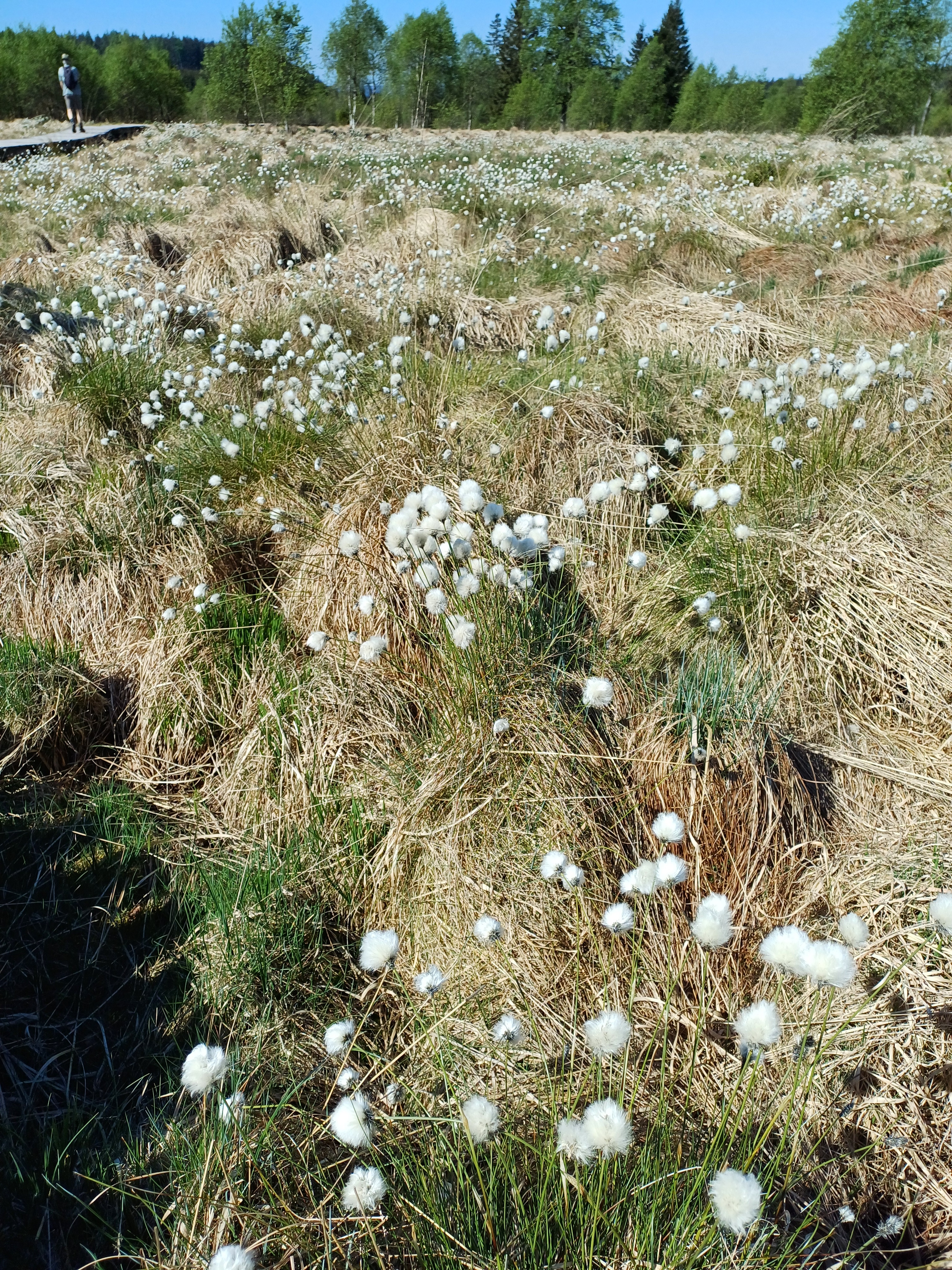
Wollgras im Polleurvenn